# Telluride Architektur
Die Telluride Architektur GmbH (ehemals: HDR Germany) ist ein auf Bauten im Bereich Bildungs-, Arbeits-, Forschungs- und Gesundheitswesen ausgerichtetes deutsches Architekturbüro. Seit 1959 wurden durch das Unternehmen und seine Rechtsvorgänger über 1500 Projekte in Europa umgesetzt.

## Geschichte
Im Jahr 1959 gründete Gerhard Thiede in Düsseldorf das Architekturbüro Thiede für die Bereiche Krankenhausbau und allgemeine Bauten des Gesundheitswesens. 1987 wurde durch Aufnahme des Partners Guido Meßthaler das Architekturbüro für Krankenhausbau zum Architekturbüro Thiede, Meßthaler und Partner. Von 1995 bis 2013 führte das Büro den Namen TMK Architekten – Ingenieure. 
Im März 2013 wurde TMK Architekten – Ingenieure im Rahmen der Fusion mit HDR Architecture, Inc. von HDR, Inc., einem 1917 gegründeten Unternehmen für Architektur- und Ingenieurdienstleistungen mit Hauptsitz in Omaha, Nebraska sowie weiteren internationalen Standorten, übernommen. In der Folge entstand die HDR TMK Planungsgesellschaft mbH, die 2017 in die HDR GmbH umbenannt wurde.
Die HDR GmbH schied im Februar 2023 aus dem HDR-Konzern aus und wurde unter dem neuen Namen Telluride Architektur GmbH zu einem eigenständigen Architekturbüro. Des Weiteren erfolgte eine Neustrukturierung der Geschäftsführung, wobei fünf geschäftsführende Gesellschafter sowie sechs Partner für das Unternehmen tätig sind.

## Dienstleistungen und Standorte
Das Unternehmen ist im Bereich der Planung, Beratung und Umsetzung von Bauten im Rahmen des Ingenieurdesigns tätig. Dies umfasst etwa den Um- und Neubau von Schulen, Kliniken und Universitäten. Beispielsweise entwickelt Telluride für das Gesundheitswesen bauliche Konzepte, die die klinische Atmosphäre mit einer entspannenden Umgebung architektonisch verbinden sollen. Das Unternehmen arbeitet innerhalb eines internationalen sowie interdisziplinären Netzwerks.
Telluride beschäftigt rund 150 Architekten. Neben Düsseldorf ist das Unternehmen in Berlin und München mit Niederlassungen vertreten.

## Mitgliedschaften
Telluride Architektur ist Mitglied der Architektenkammer Architekten für Krankenhausbau und Gesundheitswesen e.V.